# تومي مكنمارا
تومي مكنمارا (بالإنجليزية: Thomas McNamara)‏ (6 فبراير 1991 في الولايات المتحدة - ) هو لاعب كرة قدم أمريكي في مركز الوسط. لعب مع نادي شيفاز يو إس أي ونادي نيويورك سيتي ووسترن ماس بيونيرز وWilmington Hammerheads FC ‏ وJersey Express S.C. ‏ وWorcester Hydra ‏.

## وصلات خارجية
- تومي مكنمارا على موقع الدوري الأمريكي (الإنجليزية)
- تومي مكنمارا على موقع قاعدة بيانات كرة القدم.إي يو (الإنجليزية)
- تومي مكنمارا على موقع Soccerbase.com (لاعب) (الإنجليزية)
- تومي مكنمارا على موقع Soccerway.com (الإنجليزية)
- تومي مكنمارا على موقع عالم كرة القدم.نت (الإنجليزية)
- تومي مكنمارا على موقع AS.com (الإسبانية)